# الکس دی‌جرجیو
الکس دی‌جرجیو (انگلیسی: Alex Di Giorgio؛ زادهٔ ۲۸ ژوئیهٔ ۱۹۹۰) ورزشکار ورزش شنا اهل ایتالیا است. او در بازی‌های المپیک تابستانی ۲۰۱۲ و ۲۰۱۶ در رشتهٔ شنای چهار در صد متر آزاد مردان شرکت کرد. دی‌جرجیو آشکارا همجنسگرا است.